# Déville-lès-Rouen
Déville-lès-Rouen – miejscowość i gmina we Francji, w regionie Normandia, w departamencie Sekwana Nadmorska.
Według danych na rok 1990 gminę zamieszkiwało 10 521 osób, a gęstość zaludnienia wynosiła 3329 osób/km² (wśród 1421 gmin Górnej Normandii Déville-lès-Rouen plasuje się na 23. miejscu pod względem liczby ludności, natomiast pod względem powierzchni na miejscu 830.).